# メラス・ゾーモス
メラス・ゾーモス（古希：μέλας ζωμός）は、古代ギリシアのスパルタにて食された料理。豚の足と血、塩、酢と豚の胆汁を混ぜ合わせて作られた。通称はブラック・スープであり、その名の示す通り黒色のスープである。材料の酢は、料理中に血が固まらないための乳化剤として使用されたと考えられる。メラス・ゾーモスのレシピは今日まで現存していないが、ラコニアやイタリア、フランス、セルビアの一部地域で、同じような黒色のスープが未だに食されている。スパルタ人の主食だと伝えられているが、一部の文献では、メラス・ゾーモスは主食ではなかった可能性も示している。メラスゾーモス、メラス・ゾモス、メラスゾモスとも表記される。

## 伝説
富裕な都市として有名な南イタリアのシュバリス（英単語"sybarite"「贅沢者」の語源）から来た旅人が、スパルタ名物のメラス・ゾーモスを食した後、そのあまりの不味さに「スパルタ人がなぜ死を恐れないのか分かった」と言った。
シラクサの僭主ディオニュシオス1世が、メラス・ゾーモスを食すためにスパルタの料理人だった奴隷を招き、メラス・ゾーモスを作らせた。ディオニュシオス1世は完成したメラス・ゾーモスを口に入れるや否や、あまりの不味さに吐き出してしまった。その時、料理人の奴隷は「メラス・ゾーモスを美味しくいただきたかったのならば、スパルタの掟で鍛え、エウロタス川（スパルタの近くを流れる河川）で沐浴するべきでしたな」と言った。